# European Fireball Network
La European Fireball Network, conosciuta anche con la sigla EN, è una rete internazionale di osservatori dedicata all'osservazione e alla registrazione video e fotografica di bolidi; è basata principalmente in Germania e nella Repubblica Ceca. Il suo scopo è l'osservazione sistematica e simultanea di bolidi e meteore da stazioni situate in differenti postazioni per studi scientifici.

## Storia
L'idea di creare una rete di osservazione per bolidi e meteore è stata di Zdenek Ceplecha. La storia della rete inizia con il programma di registrazioni meteoriche in doppia stazione avviato nel 1951 dall'Osservatorio di Ondřejov (Repubblica Ceca), dopo la caduta il 7 aprile 1959 della meteorite di Příbram, la prima meteorite osservata simultaneamente da postazioni diverse. Nel 1963 la rete comprendeva già 5 stazioni; successivamente, attorno al 1968, la rete è stata estesa grazie all'installazione di circa 15 nuove stazioni in Germania ed è stata chiamata European Fireball Network (in italiano, Rete europea per l'osservazione dei bolidi).

## Attività
La rete attualmente è composta da ben 34 stazioni fotografiche situate in Germania, Repubblica Ceca, Belgio, Svizzera e Austria, posizionate fino ad oltre 1.800 metri sul livello del mare. Le stazioni fotografiche sono separate una d'altra di circa 100 km e coprono una superficie di circa un milione di chilometri quadrati. Le macchine fotografiche riprendono tutto il cielo, quelle delle stazioni ceche sono munite di obiettivi fotografici con lenti Fish-eye e sono puntate verso lo Zenit. Le immagini sono riprese ogni notte con lunghi tempi di esposizione. Gli oggetti luminosi che si spostano velocemente (i bolidi) appaiono nelle immagini come tracce interrotte, dal tempo di esposizione possono essere ricavati la durata e la velocità angolare dell'oggetto.
Una caratteristica importante della rete è l'osservazione simultanea di un oggetto da parte di parecchie stazioni, fatto che permette una precisa ricostruzione tridimensionale della sua traiettoria mediante triangolazione. La rete è gestita congiuntamente dal German Aerospace Center (DLR) e dall'Institute of Planetary Research di Praga (Osservatorio di Ondřejov). Riprende circa 10.000 immagini all'anno che documentano circa 1200 ore osservazioni con cielo sereno per singola stazione, per un totale di circa 55.000 ore annue osservative totali per l'intera rete, registrando in media circa 50 eventi meteorici notevoli all'anno.
L'evento più notevole e conosciuto ripreso dalla rete è stata la caduta della meteorite di Neuschwanstein (Schwangau) avvenuta il 6 aprile 2002. I dati dettagliati raccolti grazie a varie stazioni, hanno permesso la ricostruzione precisa non soltanto della traiettoria nell'atmosfera della Terra del bolide, ma anche di calcolare l'orbita precedentemente seguita attorno al Sole: la somiglianza delle orbite delle meteoriti di Příbram e Neuschwanstein ha permesso di associare le due meteoriti ad uno stesso corpo progenitore.
Attualmente la rete si occupa anche di osservare e registrare Gamma ray burst.